# Медовка золотокрила
Медовка золотокрила (Phylidonyris pyrrhopterus) — вид горобцеподібних птахів родини медолюбових (Meliphagidae). Ендемік Австралії.

## Поширення
Вид поширений на південному сході Австралії та в Тасманії. Існують записи про розрізнені популяції золотокрилої медовки на Центральному плоскогір'ї, Середньому Північному узбережжі та в долині Гантер у Новому Південному Уельсі, і він широко поширений у районах Нового Південного Уельсу на південь від національного парку Даруг і на схід від Батерста. У штаті Вікторія він широко поширений на території від кордону з Новим Південним Уельсом на південний захід до Воллана з розрізненими популяціями, зареєстрованими далі на захід. Він широко поширений у Тасманії, за винятком північно-східної частини штату, де він поширений рідше. Він обмежений склерофіловим лісом у східній частині Південної Австралії, де окремі популяції були зареєстровані в горах Маунт-Лофті і на острові Кенгуру.
Живе в різноманітних місцях існування, включаючи прибережні верески, тропічні ліси, вологі склерофілові ліси, гірські ліси, альпійські ліси, вологі балки та густі чагарники чайного дерева, і віддає перевагу густій рослинності. Його часто реєструють у вологому склерофіловому лісі, де переважають евкаліпти, і з густим середнім ярусом і підліском чагарників, таких як чорне дерево, срібляста акація, касинія, простантера та коррея. На великих висотах зустрічається в альпійських вересах і в лісах низькорослих евкаліптів або хвойних дерев.

## Підвиди
- P. pyrrhopterus pyrrhopterus — південно-східна Австралія, Тасманія.
- P. pyrrhopterus halmaturinus — Південна Австралія, острів Кенгуру.

## Опис
Довжина тіла золотокрилого медоеда становить 14–17 см. Маса тіла: номінативний підвид — самці 15–23 г, самиці 12–20 г; підвид halmaturinus — самці в середньому 15,2 г, самиці в середньому 12,5 г.
Вид статево диморфний — самець темно-сірий зі світло-жовтими кінцями крил, світло-сірим черевом і вузькими білими смугами на голові над оком, по краях крил і плямою на грудях. Самиця оливково-сіра з подібними менш помітними мітками. Обидві статі мають довгі, загнуті донизу дзьоби.

## Спосіб життя
Період розмноження триває з липня по березень. Гніздяться пари поодинці або нещільними колоніями. Самець захищає територію, а самиця будує гніздо. Воно добре приховане і розташоване низько в центрі куща, часто біля води. Відкладає 1–3 яйця. Насиджує їх самтця близько 13 днів. Пташенят вигодовують обоє батьків, і молодняк повністю оперяється через 13 днів після вилуплення.
Їжею золотокрилих медоедів є квітковий нектар, фрукти і комахи. Зазвичай вони харчуються парами, іноді невеликими зграями.